# Panama (Illinois)
Panama – wioska w USA, w stanie Illinois, w hrabstwie Bond. Według spisu z 2000 roku wioskę zamieszkuje 323 osób.

## Geografia
Wioska zajmuje powierzchnię 0,9 km², całość stanowi ląd.

## Demografia
Według spisu z 2000 roku wioskę zamieszkuje 323 osób skupionych w 155 gospodarstwach domowych, tworzących 84 rodzin. Gęstość zaludnienia wynosi 366,8 osoby/km². W wiosce znajdują się 174 budynki mieszkalne, a ich gęstość występowania wynosi 197,6 mieszkania/km². Wioskę zamieszkuje 97,83% ludności białej, 0,93% ludności stanowią rdzenni Amerykanie, 1,24% stanowi ludność więcej niż dwóch ras.
W wiosce są 155 gospodarstwa domowe, w których 20,6% stanowią dzieci poniżej 18 roku życia żyjących z rodzicami, 42,6% stanowią małżeństwa, 6,5% stanowią kobiety nie posiadające męża oraz 45,2% stanowią osoby samotne. 41,3% wszystkich gospodarstw domowych składa się z jednej osoby oraz 16,8% żyjących samotnie ma powyżej 65 roku życia. Średnia wielkość gospodarstwa domowego wynosi 2,08 osoby, natomiast rodziny 2,75 osoby. 
Przedział wiekowy kształtuje się następująco: 20,4% stanowią osoby poniżej 18 roku życia, 6,2% stanowią osoby pomiędzy 18 a 24 rokiem życia, 27,2% stanowią osoby pomiędzy 25 a 44 rokiem życia, 24,1% stanowią osoby pomiędzy 45 a 64 rokiem życia oraz 22% stanowią osoby powyżej 65 roku życia.   Średni wiek wynosi 43 lat. Na każde 100 kobiet przypada 87,8 mężczyzn. Na każde 100 kobiet powyżej 18 roku życia przypada 87,6 mężczyzn.
Średni dochód dla gospodarstwa domowego wynosi 28 889 dolarów, a dla rodziny wynosi 38 125 dolarów. Dochody mężczyzn wynoszą średnio 29 861 dolarów, a kobiet 17 250 dolarów. Średni dochód na osobę w mieście wynosi 21 634 dolarów. Około 7,5% rodzin i 14% populacji miasta żyje poniżej minimum socjalnego, z czego 15,9% jest poniżej 18 roku życia i 8,3% powyżej 65 roku życia.